# HMAS Mercedes
HMAS Mercedes (FY34) – australijski trałowiec pomocniczy służący w Royal Australian Navy (RAN) w okresie II wojny światowej, wcześniej także jako trałowiec służył w brytyjskiej Royal Navy (RN) jako HMS Medusa.

## Historia
Kabotażowiec „Medusa” został zbudowany w stoczni Taikoo Dockyard & Engineering Co w Hongkongu w 1913 dla Ocean Steam Ship Co.  Medusa była siostrzanym statkiem Circe, te dwa statki były określane mianem „Heavenly Twins”.
W 1925 okręt został sprzedany firmie Straits Steam Ship Co, a po wybuchu wojny, w listopadzie 1939 statek został zarekwirowany przez RN i wszedł do służby jako HMS Medusa.
W 1942 okręt został przekazany RAN-owi gdzie wszedł do służby 6 lipca 1942 jako HMAS Mercedes.  Po zakończeniu wojny okręt został przekazany do rezerwy 23 maja 1945 i zwrócony właścicielowi (w 1945 lub 1946).  Okręt został sprzedany na złom w 1947.